# Hallstatt

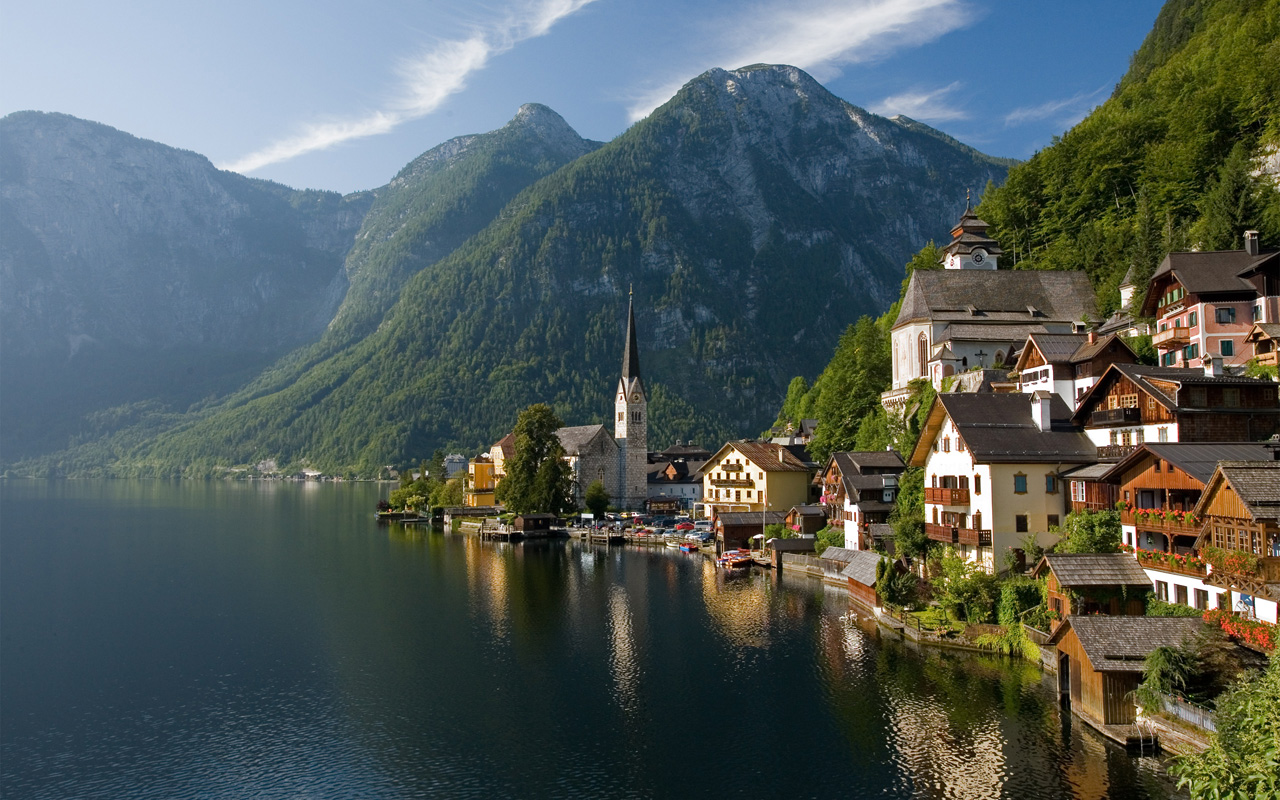
Hallstatt

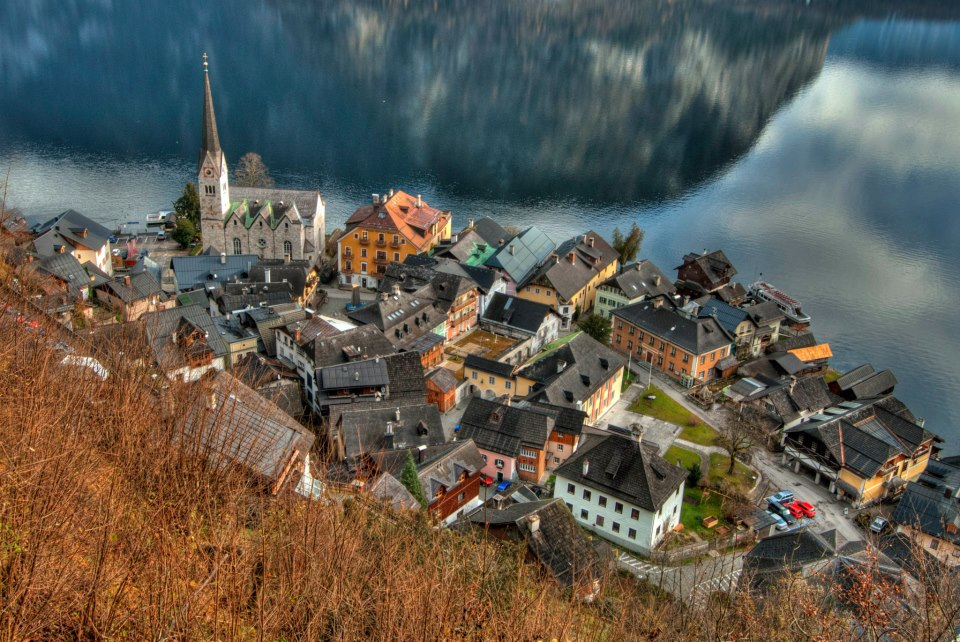
Hallstatt z lotu ptaka.

Hallstatt – gmina targowa w Austrii, w kraju związkowym Górna Austria, w powiecie Gmunden, leży nad jeziorem Hallstättersee, w Alpach Salzburskich.
Gmina jest najważniejszym ośrodkiem regionu Salzkammergut, wpisanego na listę światowego dziedzictwa UNESCO pod nazwą Krajobraz kulturowy Hallstatt–Dachstein/Salzkammergut. Szczególną atrakcją jest karner znajdujący się w miejscowym kościele, gdzie można obejrzeć kolekcję czaszek podpisanych nazwiskiem i profesją zmarłego.
W 1846 r. Johann Georg Ramsauer odkrył w pobliżu miasta cmentarzysko birytualne z epoki żelaza. W latach 1846–1863 prowadził on tu badania wraz z innym archeologiem Isidorem Engelem. Stanowisko dało nazwę archeologicznej kulturze halsztackiej.
Gminie i jej zabytkom poświęcony jest album Hallstatt austriackiej grupy Allerseelen, wykonującej muzykę z pogranicza folku i industrialu.

## Stanowisko archeologiczne
Cmentarzysko datowane jest na początek epoki żelaza tj. roku 800 p.n.e. (HaC). Wyróżniamy dwie fazy jego użytkowania:
- starszą – datowaną na lata 800 - 600 p.n.e., której charakterystyczną cechą jest występowanie w grobach tzw. długich mieczy
- młodszą – datowaną na lata 600/500 - 450 p.n.e., której charakterystyczną cechą jest występowanie tzw. sztyletów antenowych

Na cmentarzysku przeważały płaskie pochówki szkieletowe nad ciałopalnymi w stosunku 55% do 45%. Cechą charakterystyczną jest występowanie grobów z wannami glinianymi. Wyróżnia się ciałopalne pochówki wojowników (ok.26%) wyposażonych w broń. 
Rozmieszczenie grobów nie było przypadkowe: groby arystokracji (z bronią) otaczały groby niższych warstw społecznych (bez broni), co w sposób symboliczny ukazuje rolę jaką pełnili za życia. 
Kolejną charakterystyczną cechą jest występowanie naczyń brązowych, które wspólnie wraz z długimi mieczami i sztyletami antenowymi były wyznacznikiem prestiżu. W skład inwentarza grobowego wchodziła prócz broni i naczyń brązowych także biżuteria i części stroju w postaci paciorków, bransolet, szpil i zapinek.

## Starożytna kopalnia soli
W pobliżu miejscowości znajduje się najbardziej znana kopalnia soli położona na złożach solonośnych ciągnących się wzdłuż północnej krawędzi Alp. Kopalnia powstała w późnej epoce brązu składała się z trzech części:
- północnej o powierzchni 30 tys. m² położonej na wysokości 925 – 1070 m n.p.m. i składającej się z 12 zespołów znalezisk. Najgłębsze wyrobisko 215 metrów poniżej powierzchni
- zachodniej o powierzchni 72 tys. m² i składającej się z 20 zespołów znalezisk. Najgłębsze wyrobisko 330 metrów poniżej powierzchni. Łączna długość chodników w tej części to ok. 1400 metrów.
- wschodniej o powierzchni 54 tys. m² położonej na wysokości 885 – 985 m n.p.m. i składającej się 25 zespołów zabytkowych. Łączna długość chodników w tej części to ok. 1600 metrów. Najgłębsze miejsce położone było 200 metrów pod powierzchnią. Eksploatowane tutaj złoża zawierały 70-84% czystej soli.

W wyrobisku Kilb-Werk w roku 1734 znaleziono zakonserwowane w soli zwłoki prehistorycznego górnika.

## Chińska replika
2 czerwca 2012 r. w miejscowości Huizhou w prowincji Guangdong w Chinach miała miejsce inauguracja kopii austriackiej gminy. Budowa, która trwała rok i kosztowała 940 mln dolarów, wywołała skandal wśród Austriaków, których nikt nie pytał o zdanie w kwestii skopiowania ich gminy.